# A Sailor's Heart
A Sailor's Heart é um curto filme mudo norte-americano de 1912, do gênero comédia, dirigido por Wilfred Lucas e estrelado por Blanche Sweet.

## Elenco
- Wilfred Lucas
- Blanche Sweet
- Charles Gorman
- Claire McDowell
- Robert Harron
- J. Jiquel Lanoe
- Charles Hill Mailes
- Bess Meredyth
- W. Chrystie Miller
- Charles West